# Città di Dubbo
La città di Dubbo è una Local Government Area che si trova nel Nuovo Galles del Sud. Essa si estende su una superficie di 3.425 chilometri quadrati e ha una popolazione di 41.211 abitanti. La sede del consiglio si trova a Dubbo.